# 庫里亞然卡
50°1′3″N 36°4′19″E / 50.01750°N 36.07194°E
庫里亞然卡（烏克蘭語：Куряжанка）是位於烏克蘭東部的村莊，由哈爾科夫州哈爾科夫區的索洛尼齊夫卡市鎮負責管轄。該村始建於1650年，面積0.79平方公里，海拔高度160米，2001年人口233，人口密度每平方公里294.9人。